# Krystyna Izdebska-Szymona
Krystyna Izdebska-Szymona (ur. 11 kwietnia 1934, zm. 28 stycznia 2000) – polska biolog, dr hab., profesor nadzwyczajny nauk przyrodniczych.

## Życiorys
Odbyła studia na Wydziale Biologii i Nauk o Ziemi Łódzkiego Uniwersytetu, w 1964 obroniła pracę doktorską, w 1972 uzyskała stopień doktora habilitowanego za pracę dotyczącą swoistości antygenowej rzęsek i ftagelin Proteus mirabilis i ich struktury chemicznej. W 1989 uzyskała stopień naukowy profesora nadzwyczajnego w zakresie nauk przyrodniczych.
Pracowała w Instytucie Zoologii na Wydziale Biologii Uniwersytetu Warszawskiego oraz była recenzentem dwóch prac doktorskich i promotorem jednej pracy doktorskiej.

## Nagrody i odznaczenia
- Nagroda JM Rektora (wielokrotnie)[1]
- Krzyż Kawalerski Orderu Odrodzenia Polski[1]
- Złoty Krzyż Zasługi[1]